# Saint-Junien-la-Bregère
Saint-Junien-la-Bregère é uma comuna francesa na região administrativa da Nova Aquitânia, no departamento de Creuse. Estende-se por uma área de 25,66 km². Em 2010 a comuna tinha 142 habitantes (densidade: 5,5 hab./km²).